# RCA Championships 2004
L'Indianapolis Tennis Championships 2004 è stato un torneo di tennis giocato sul cemento.
È stata la 17ª edizione dell'Indianapolis Tennis Championships (conosciuto quest'anno anche come RCA Championships per motivi di sponsorizzazione), che fa parte della categoria International Series nell'ambito dell'ATP Tour 2004. Si è giocato all'Indianapolis Tennis Center di Indianapolis negli Stati Uniti, dal 19 al 26 luglio 2004. È stato il 2° evento delle US Open Series del 2004, succeduto dal Countrywide Classic di Los Angeles.

## Campioni

### Singolare
Andy Roddick ha battuto in finale  Nicolas Kiefer con il punteggio di 6–2, 6–3

### Doppio
Jordan Kerr /  Jim Thomas hanno battuto in finale  Wayne Black /  Kevin Ullyett con il punteggio di 6(7)–7, 7–6(3), 6–3